# Coupe d'Allemagne féminine de football 1993-1994
Navigation
Édition précédente Édition suivante
Le DFB-Pokal Frauen 1993-1994 est la quatorzième édition de la Coupe d'Allemagne féminine.
Il s'agit d'une compétition à élimination directe ouverte aux vainqueurs des coupes de chaque fédération régionale et des clubs de la  Bundesliga féminine. Elle est organisée par la Fédération allemande de football (DFB).
La finale a lieu le 14 mai 1994 au stade olympique de Berlin. Le Grün-Weiß Brauweiler remporte sa deuxième Coupe d'Allemagne.

## Format
Les équipes participantes sont les vainqueurs des coupes des fédérations régionales et toutes les équipes ayant participé à la Bundesliga féminine en 1992-1993, soit 20 équipes, et les promus pour la saison 1992-1993 (deux équipes).
La compétition commence avec les 32e de finale qui se jouent sur un match, en cas d'égalité une séance de tirs au but a lieu. 
La finale se joue le 14 mai 1994 en lever de rideau de la finale masculine.

## Demi-finales
Les matchs se jouent le 21 mars et le 20 mai 1993.
| Equipe 1          | Equipe 2             | Score |
| ----------------- | -------------------- | ----- |
| VfR Saarbrücken   | Grün-Weiß Brauweiler | 2 - 9 |
| SC Klinge Seckach | TSV Siegen           | 1 - 4 |

## Finale
| 14 mai 1994 | Grün-Weiß Brauweiler | 2 - 1   | TSV Siegen | Stade olympique de Berlin, Berlin |                      |
|             |                      | (0 - 0) |            | Spectateurs : 30 000              | Spectateurs : 30 000 |

- Le Grün-Weiß Brauweiler remporte sa deuxième Coupe d'Allemagne.